# انارمهر (مقاطعة فيروزآباد)
انارمهر (بالفارسية: انارمهر) هي قرية تقع في قسم دادنجان الريفي (مقاطعة فيروزآباد) في إيران. يقدر عدد سكانها بـ 135 نسمة بحسب إحصاء 2016.